# Hobie Kitchen
Pour les articles homonymes, voir Kitchen.
Chapman Hobart Kitchen, dit Hobie Kitchen, (né le 8 février 1904 à Newmarket, dans la province de l'Ontario au Canada - date de décès inconnue) est un joueur professionnel canadien de hockey sur glace. Il évoluait au poste de défenseur,.

## Carrière de joueur
En 1925, il commence sa carrière professionnelle avec les Maroons de Montréal dans la Ligue nationale de hockey. L'équipe remporte à la fin de la 1925-1926 la Coupe Stanley mais Kitchen ne joue pas une seule rencontre des séries. Par la suite, il porte les couleurs des Cougars de Détroit. Il met un terme à sa carrière en 1929 après avoir joué avec les Cataracts de Niagara Falls dans la Canadian Professional Hockey League.
En 1934, Frank Fredrickson le rencontre devant le Madison Square Garden alors qu'il vit désormais dans la rue.

## Statistiques
| Saison     | Équipe                     | Ligue      |    | Saison régulière | Saison régulière | Saison régulière | Saison régulière | Saison régulière |   | Séries éliminatoires | Séries éliminatoires | Séries éliminatoires | Séries éliminatoires | Séries éliminatoires |
| Saison     | Équipe                     | Ligue      | PJ | B                | A                | Pts              | Pun              | PJ               | B | A                    | Pts                  | Pun                  |                      |                      |
| 1925-1926  | Maroons de Montréal        | LNH        | 30 | 5                | 2                | 7                | 16               |                  |   |                      |                      |                      |                      |                      |
| 1926-1927  | Eagles de New Haven        | Can-Am     | 6  | 0                | 0                | 0                | 10               |                  |   |                      |                      |                      |                      |                      |
| 1926-1927  | Cougars de Détroit         | LNH        | 17 | 0                | 2                | 2                | 42               |                  |   |                      |                      |                      |                      |                      |
| 1927-1928  | Millionaires de Kitchener  | CPHL       | 18 | 0                | 0                | 0                | 40               |                  |   |                      |                      |                      |                      |                      |
| 1928-1929  | Cataracts de Niagara Falls | CPHL       | 0  | 0                | 0                | 0                | 8                |                  |   |                      |                      |                      |                      |                      |
| Totaux LNH | Totaux LNH                 | Totaux LNH | 47 | 5                | 4                | 9                | 58               |                  |   |                      |                      |                      |                      |                      |